# Загордянский, Константин Ильич
Константин Ильич Загордянский (1907, Севастополь, Таврическая губерния — 31 мая 1942, Севастополь, Крымская АССР) — советский военнослужащий. Погиб во время Великой Отечественной войны при обороне Севастополя.

## Биография
Родился в 1907 году в Севастополе. В 1924 году вступил в ВЛКСМ. Учился в Севастопольском Константиновском реальном училище. Работал мотористом на Херсонесском маяке. В 1930-е годы являлся председателем месткома водоканала, а затем и его директором.
В 1939 году был избран депутатом исполкома Северного райсовета депутатов трудящихся, где стал председателем.
Участвовал в обороне Севастополя во время Великой Отечественной войны. Возглавлял местную противовоздушная оборону Северного района.
Погиб 31 мая 1942 года при бомбардировки города немецкой авиацией. Похоронен на кладбище Коммунаров в Ленинском районе.
Именем Константина Загордянского 26 октября 1976 года названа одна из улиц микрорайона Радиогорка Нахимовского района Севастополя (ранее — улица Радио). В 2015 году на улице была установлена памятная табличка, а в 2017 году — мемориальный камень.